# Moskiewski Regionalny Kliniczny Instytut Naukowo-Badawczy im. M.F. Władimirskiego
Moskiewski Regionalny Kliniczny Instytut Naukowo-Badawczy im. M.F. Władimirskiego, Państwowa Instytucja Budżetowa Ochrony Zdrowia Obwodu Moskiewskiego „Moskiewski Regionalny Kliniczny Instytut Naukowo-Badawczy im. M.F. Władimirskiego” (w skrócie GBUZ MO MONIKI im. M. F. Władimirskiego, w jęz. ros. Государственное бюджетное учреждение здравоохранения Московской области «Московский областной научно-исследовательский клинический институт им. М. Ф. Владимирского» w skrócie ГБУЗ МО МОНИКИ им. М. Ф. Владимирского) – duży, wielodyscyplinarny kompleks medyczno-profilaktyczny i naukowo-edukacyjny w Moskwie.